# やまじ風
やまじ（山風）とは、愛媛県東部の四国中央市一帯や新居浜市、西条市でみられる南よりの強風のこと。春や秋に多い。日本三大局地風の一つ。

## 名称
近年「やまじ風」(やまじかぜ)と表現されているが、本来「山風」と表記して「やまじ」と読むので、「やまじ風」(やまじかぜ)とは云わない。古くから地元の人々は「やまじが吹く」と言っていた。気象台の調査報告書などで「やまじ風」と呼称されたことから、この呼び方が一般的になっている。

## 原理

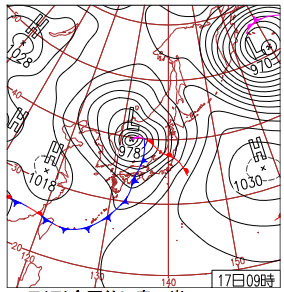
2016年4月17日の実況天気図。日本海にある低気圧中心に向かって南方から南風が吹き込むことによりやまじ風が発生する。

低気圧の中心が日本海を通過する際に、四国山地に南から吹き付けた強風が、石鎚山系と剣山系の間の鞍部になっている法皇山脈に収束し、その北側の急斜面を一気に吹き降りることにより発生する。やまじは年間を通じて見られるが、春に最も多く発生する。

## 気温
やまじが吹くときは、必ずフェーン現象を伴うため、時間帯に関係なく昇温する。天気予報で東予地方の気温予想には新居浜市が用いられるが、やまじの際には四国中央市（以前のアメダス観測点は三島、2009年2月13日からは旧川之江市妻鳥町）の気温はこれに5 - 8℃も上乗せされる。例えば2007年3月24日の最高気温は、新居浜市・西条市・今治市が12℃台だったのに対し、三島では20.5℃を記録している。

## 予測
温帯低気圧の中心が東シナ海・朝鮮半島・日本海などに位置する時に発生しやすい。特に、台風の中心が四国や九州の西側を通ったり、日本海を通るような場合にやまじを併発し甚大な被害をもたらすことが多い。
また、やまじは大雨を伴うこともあり、石鎚山成就社や四国中央市・富郷地区で大きな値の降水量を観測することが多い。

## 予報
最近では、気象庁・日本気象協会がホームページで、また四国中央市ではホームページや広報無線、防災メールなどで警戒を呼び掛けるようになった。暴風警報が発令されると大きな被害が発生する恐れがある。

## 予兆
- 山鳴りや、南から生暖かい風が吹き始めるなどの現象がみられる。
- 豊受山にやまじの吹き分け雲が飛び始め、その雲がだんだんと豊受山を覆ってくる。

## 被害

### 建物
建物の主な被害は、看板の飛散や落下・プレハブ小屋の転倒・瓦や屋根のめくれや飛散・ブロック塀の倒壊、また鉄筋コンクリートの家屋でも、倒れてきた電柱の直撃などがある。

### 交通機関の乱れ
- 予讃線伊予寒川駅付近が最もやまじが強い為、構内に風速計が設置されており、この風速計が瞬間風速25m/sを越えると伊予三島駅（または川之江駅）と新居浜駅間で運転見合わせとなる。さらに風が強くなると、運転見合わせ区間を運行する代替バスも運行を見合わせる。
- 松山自動車道も風速30m/sぐらいで通行止めとなる。一般道でも横転の恐れがあるトラックなどが運転を見合わせ、物流もストップしてしまう。

### 農産物
水稲が倒れたり、柑橘など果物の落果、ビニールハウスの痛みなどの被害が出る。

## 対策
- 特に被害の大きい旧土居町から旧伊予三島市の西部（寒川・豊岡地区）にかけての民家は、古くは屋根に重し石を載せ、漆喰で瓦を固めていた。今日ではコンクリート造としているものが多い。
- 水稲は強風で傷みやすいため、稲を避けてサトイモなどの根菜類の栽培が盛んである。当地のサトイモは、煮崩れしにくいので、いもだき（いもたき）やおでんに適している。

## 神事
豊受山にある風穴神社前の風穴からやまじが吹き出していると古くから言い伝えられており、その風穴に365個（うるう年は366個）の団子を投げ入れて風の神を慰め、やまじを封ずる風鎮祭が毎年7月下旬（旧暦6月13日頃）と9月13日頃に行われている（9月の大祭が新暦で行われているのは、旧暦で行うと嚴島神社（豊岡町大町）や他の神社の秋の大祭と重なるため）。

## 記録的なやまじ
- 1945年9月 - 枕崎台風でやまじを併発、百数十棟の家屋が倒壊。
- 1951年10月 - ルース台風でやまじを併発、百数十棟もの家屋が倒壊。
- 1987年4月21日 - 最大瞬間風速41.6ｍ/sを記録。多くの家屋の倒壊、ビニールハウスなどの農業関係施設や農作物被害をもたらした。
- 1991年 - 台風19号やまじ併発。旧伊予三島市の翠波高原で最大瞬間風速73.2m/s観測（非公式記録）[1]。四国中央東幹線送電線鉄塔11基が倒壊（検分の結果、金属組織の異常や疲労破断の様相は無し）。[2]。
- 1993年6月2日 - 電柱12本の倒壊、トラックの横転などの被害。男性1人が倒れた電柱の下敷きになって死亡。
- 2007年5月 - 四国中央市で農業被害92カ所（1.3億円）、新居浜市で電柱の倒壊などの被害が発生[3]。
- 2016年4月16日 - 4月17日 - 最大瞬間風速36.7m/s観測（4月16日）、暴風警報発報。猛烈なやまじが12時間以上にわたって吹き荒れ、鉄道が運行見合わせ、高速道路も通行止めになった。また、寒川西部の臨海工業団地で、やまじによって舞い上げられた寒川グラウンドからの多量の砂で運送会社が被災した。